# Теребочево
Теребо́чево — деревня в Вындиноостровском сельском поселении Волховского района Ленинградской области.

## История
Деревня Теребочево упоминается на карте Санкт-Петербургской губернии Ф. Ф. Шуберта 1834 года.

ТЕРЕБОЧЕВО — деревня принадлежит Казённому ведомству, число жителей по ревизии: 71 м. п., 91 ж. п. (1838 год)

Деревня Теребочево отмечена на карте профессора С. С. Куторги 1852 года.

ТЕРЕБНЕЕВО — деревня Ведомства государственного имущества, по просёлочной дороге, число дворов — 30, число душ — 84 м. п. (1856 год)

ТЕРЕБОЧЕВО — деревня казённая при колодцах, число дворов — 30, число жителей: 84 м. п., 94 ж. п.; Часовня православная. (1862 год)

В конце XIX — начале XX века деревня административно относилась к Глажевской волости 1-го стана Новоладожского уезда Санкт-Петербургской губернии.
С 1917 по 1923 год деревня Теребочево входила в состав Теребочевского сельсовета Глажевской волости Новоладожского уезда.
С 1923 года в составе Помяловского сельсовета Пролетарской волости Волховского уезда.
С 1924 года в составе Болотовского сельсовета.
Согласно данным переписи населения СССР 1926 года в деревне Теребочево проживали 279 человек — все русские.
С 1927 года в составе Волховского района.
По данным 1933 года деревня Теребочево входила в состав Болотовского сельсовета Волховского района.
В 1939 году население деревни Теребочево составляло 312 человек

План деревни Теребочево. 1941 год

Согласно топографической карте РККА 1941 года деревня насчитывала 56 дворов. В центре деревни находилась часовня. На восточной окраине деревни находилась школа и железнодорожные казармы.
С 1950 года в составе Братовищенского сельсовета.
С 1954 года в составе Прусыногорского сельсовета.
В 1961 году население деревни Теребочево составляло 86 человек.
По данным 1966 года деревня называлась Теребачево и также входила в состав Прусыногорского сельсовета.
По данным 1973 и 1990 годов деревня называлась Теребочево и входила в состав Волховского сельсовета Волховского района.
В 1997 году в деревне Теребочево Вындиноостровской волости проживал 1 человек, в 2002 году — 36 человек (все русские).
В 2007 году в деревне Теребочево Вындиноостровского СП — 19 человек.

## География
Деревня расположена в юго-западной части района на автодороге 41К-379 (Теребочево — Хотово).
Расстояние до административного центра поселения — 14 км.
Близ деревни проходит железнодорожная линия Волховстрой I — Чудово и находится станция Теребочево.
К западу от деревни протекают ручей Егольный и река Сосенка, к востоку — река Чаженка.

## Демография
| 1862 | 2002 | 2007 | 2010 | 2017 |
| ---- | ---- | ---- | ---- | ---- |
| 178  | ↘36  | ↘19  | ↗27  | ↗32  |

### Национальный состав
Согласно данным Всероссийской переписи населения 2021 года в деревне проживал 41 человек, все русские.